# Amanita solitaria
Amanita solitaria é um fungo que pertence ao gênero de cogumelos Amanita na ordem Agaricales. Foi descrito cientificamente em 1781 por Bulliard quando recebeu o nome Agaricus solitarius.